# 平田健吉
平田 健吉（ひらた けんきち、1885年（明治18年）3月16日 - 1975年（昭和50年）11月9日）は、日本の陸軍軍人、実業家。最終階級は陸軍中将。

## 経歴
和歌山県出身。平田健司の四男として生れる。和歌山中学校（現和歌山県立桐蔭中学校・高等学校）卒を経て、1907年（明治40年）5月、陸軍士官学校（19期）を卒業。同年12月、陸軍砲兵少尉に任官し野砲兵第4連隊付となる。1911年（明治44年）11月、陸軍砲工学校高等科（第17期）を卒業。1916年（大正5年）11月、陸軍大学校（28期）を卒業した。
1917年（大正6年）8月、砲兵大尉に昇進し野砲兵第4連隊中隊長に就任。以後、陸士教官、舞鶴要塞参謀、第1師団参謀、陸軍野戦砲兵学校教官、野砲兵第1連隊大隊長、同連隊付、東京湾要塞参謀、第1師団参謀などを務め、1931年（昭和6年）8月、砲兵大佐に昇進し野砲兵第20連隊長に就任した。
1934年（昭和9年）3月、第20師団参謀長に転じ、1936年（昭和11年）8月、陸軍少将に進級し陸軍造兵廠総務部長となる。1938年（昭和13年）3月、野戦重砲兵第2旅団長に発令され日中戦争に出征。1939年（昭和14年）3月、陸軍中将に進み新設の第37師団長に親補された。1940年（昭和15年）8月、砲兵監に転じ、1943年（昭和18年）3月、予備役に編入された。
1947年（昭和22年）11月28日、公職追放仮指定を受けた。

## 栄典
位階
- 1936年（昭和11年）10月1日 - 正五位[7]

勲章
- 1939年（昭和14年）4月13日 - 勲二等瑞宝章[8]